# Adam Adamant Lives!
Adam Adamant Lives! es una serie de televisión británica que estuvo en el aire desde 1966 a 1967, en la BBC. El argumento desarrolla la idea de que un aventurero, nacido en 1867, es revivido de una «hibernación» en el año 1966. Esta serie fue una comedia de aventuras, que presentó una crítica satírica a la vida en los años 60, vista a través de los ojos de un Victoriano (Adamant desapareció en 1902 cuando Eduardo VII llevaba en el trono solo un año).

## Adamant Adamant
Originalmente, se tuvieron diferentes opciones de nombre para el personaje principal: "Cornelius Chance", "Rupert De'Ath", "Dick Daring", "Dexter Noble", "Aurelian Winton", "Magnus Hawke" e, incluso "Darius Crud". Sin embargo, Sídney Newman terminó decidiéndose por "Adam Adamant", nombrado así por el término genérico mineral adamantino que, desde la época medieval, se usa comúnmente para referirse al diamante. 
Adam es un experto espadachín: lleva un estoque y es capaz de matar a sangre fría a cualquier enemigo. Fue un Coronel y ha estado enlistado como voluntario de la compañía 51.ª de Yeomanry desde 1895 —aunque, naturalmente, aparece en los registros oficiales como "Desaparecido, presumiblemente muerto" desde 1902—. También es un buen boxeador. 
Sydney Newman, el productor de la serie, mencionó que se inspiró parcialmente en la activista británica Mary Whitehouse a la hora de crear el personaje de Adam.
En el primer episodio, "Un buen año para los sinvergüenzas", Adam Llewellyn De Vere Adamant —su nombre completo—, es un espadachín, Caballero y aventurero Victoriano que, en 1902, va a rescatar a su novia secuestrada, Louise. No obstante, cae en una trampa, es capturado y condenado a ser congelado para siempre en un bloque de hielo por su archienemigo, “La Cara” (“The Face” , en su idioma original), cuya identidad se oculta detrás de una máscara de cuero y quien habla con una voz susurrante y siniestra.
La Cara concede a su prisionero indefenso una última petición y Adam pide ver a Louise. Pero, en sus últimos momentos de vida, antes de ser congelado, Adam descubre con horror que Louise había fingido su secuestro y había estado trabajando para La Cara todo ese tiempo.
Adam es encontrado en 1966, cuando el edificio donde se encuentra va a ser derribado y él es revivido. Después de salir del hospital y desmayarse en las calles del “moderno” Londres, Adam es rescatado por Georgina Jones, quien lo lleva a su departamento. 
Aunque en varios aspectos es una típica mujer de los 60, Georgina creció idolatrando la figura de Adam a través de relatos de sus hazañas. Ella intenta ayudarlo en todos sus casos, a pesar de los esfuerzos que hace Adam para detenerla y realizar por sí mismo el trabajo en cuestión. Adam inmediatamente se ve envuelto en el mundo criminal de la década de 1960 cuando Georgina es amenazada después de casi haber sido testigo del asesinato de su abuelo por un grupo de vendedores de protección.
El personaje de Georgina estuvo interpretado por Anne Holloway en el episodio piloto (sin transmitir) y por Juliet Harmer en el resto de la serie, dado que se consideró que la interpretación de Holloway no encajaba con la serie. 
Durante el segundo episodio, "La Muerte tiene mil Caras", los eventos se desarrollan en Blackpool. En este episodio, Adam toma un sirviente: el artista, ex músico de salón hall y marionetista William E. Simms. Este personaje iba a ser interpretado por John Dawson, pero este se lastimó la espalda al levantar a una actriz durante los ensayos de "El dulce olor del desastre" y no pudo continuar; su personaje sería, luego, interpretado por Jack May.
Aunque no se indica de dónde proviene su dinero o cómo se financia a sí mismo, Adam reconstruyó su antiguo hogar (la casa que había sido demolida hace mucho  tiempo y que se ubicaba en el 26A de Albany Street) en la parte superior de un aparcamiento de autos, que compra en el 17 de Upper Thames Street en Londres. Se accede por un ascensor oculto en un muro que se desplaza, y que se activa desde el exterior presionando un botón hábilmente ocultado. También compró un Mini Cooper S con la matrícula personalizada  AA 1000.
De vez en cuando, Adam hace un trabajo para el Gobierno británico, como en el episodio "Más mortal que la espada". Aunque nunca se confirma en la pantalla, existe la posibilidad de que Adam tenía una cuenta bancaria que data de la época de su congelamiento y que durante el periodo en que estuvo congelado (1902 a 1966), habría ganado mucho en interés compuesto por los años. Pero esto es solo una teoría; los guionistas parecen preferir que el público escoja si esto es lo que ocurrido y dejarlo a su interpretación personal.
Cuando queda inconsciente, el protagonista sueña, generalmente, con la escena en la que es capturado por “La Cara” y con Louise diciéndole: "tan inteligente, pero tan vulnerable''. Con respecto a esto, muchas mujeres toman ventaja de su ingenuidad victoriana a pesar de que, en muchas ocasiones, él parece desenvolverse con mucha naturalidad en su nuevo entorno.
Adam tiene su cumpleaños número 100 en el último episodio, "Un siniestro tipo de servicio" y recibe un telegrama de la Reina (un servicio personalizado en Reino Unido para las personas que han llegado a esa edad), así como un pastel de cumpleaños con un centenar de velas.
En términos de moda, la serie captura el cambio gradual de los años 1966/67 de los estilos "mod" del "Swinging Londinense " al más puro estilo Bohemio (eventualmente hippie) que caracterizó el final de los años sesenta. 
El primer episodio de la segunda temporada, "Un leve caso de Reencarnación", trajo el regreso de La Cara, que no había sido visto desde "Un Buen año cosecha para los sinvergüenzas". Su reaparición en el siglo XX se debió a que La Cara se congeló a sí mismo en 1902. Luise habría cuidado de él todos esos años, hasta que llegó el momento de revivirlo.
La Cara apareció en cinco episodios más durante la segunda temporada (a saber, "Eco negro", "La Cara en el espejo", "El Túnel de la muerte", "Los Resucitadores" y "Un siniestro tipo de servicio") patrocinando o apoyando al villano principal de cada historia. Sin embargo, mientras que Adam siempre conseguía derrotar al villano principal, nunca llegaba a capturar o vencer a La Cara, que escapaba para luchar otro día, jurando vengarse de Adam cuando se encontraran la próxima vez.
Aunque no lo necesitaba realmente, Gerald Harper usó cejas falsas y también una peluca. Harper era un poco miope y llevaba gafas, que se retiraba tan pronto la filmación estaba lista para iniciar. Su miopía hacia que sus oponentes mantuvieran su distancia en peleas de espada ya que, en una ocasión, inadvertidamente, alcanzaron a otro actor en el ojo. 
Cuando la serie terminó, una maquilladora cosió las cejas en un pedazo de tela y con la frase "Aquí descansan las cejas de Adam Adamant, 1966-1967" debajo. Posteriormente sería enmarcado y dado a Harper como recuerdo. Harper también conservo el estoque de Adam. Ambos recuerdos permanecen en un muro de su casa hasta el día de hoy.

## Creación de la Serie
La serie Adam Adamant Lives! ha sido llamada por críticos modernos como "Que haría el Doctor Who después", dado que al menos tres de los involucrados en Doctor Who tenían puestos clave en el piloto.  
Los más destacados eran el equipo formado por el productor Verity Lambert con el Jefe de los Dramas Televisivos, Sydney Newman. Juntos habían tomado la decisión de lanzar Doctor Who. La serie también contó con Donald Cotton, que el mismo año había escrito dos seriales de  Doctor Who. Cotton y su socio, Richard Harris, escribieron el primer guion de "Un buen para los sinvergüenzas", por lo que fueron acreditados como co-creadores.
Con el paso de los años, Newman llegó a decir que él había sido el creador de la serie. La BBC, en ocasiones, apoyó estas afirmaciones, al acreditarlo como el creador de la serie, en algunas de sus propias páginas dedicadas al programa,  sin mencionar a los otros involucrados. En este sentido, resulta más aceptable verlo como el productor ejecutivo de Adam Adamant Lives! o como quien "desarrolló la serie de televisión", antes que como su "creador" (con todo lo que implica esa palabra). 
Adam Adamant Lives! fue un reemplazo de otro show que Newman había tenido la intención de realizar: una adaptación de las aventuras del detective literario Sexton Blake. Cuando los derechos del personaje se perdieron, cayó sobre los escritores Donald Cotton y Richard Harris, junto con el guionista Tony Williamson, la responsabilidad de adaptar para un nuevo programa las ideas que ya se tenían. Al final de su vida Newman indicó que, de hecho, estuvo significativamente involucrado en las correcciones. Al igual que su predecesor,  Doctor Who, Adam Adamant Lives! fue un show creado por una mezcla de esfuerzo y circunstancia. Muchas de las escenas interiores fueron filmadas en los estudios de 3 y 5 en el centro de televisión de la BBC en Londres.

## Influencias y Legado

### Los Vengadores
Emparejar a un aventurero de clase alta con una mujer "a-la-moda" de la década de 1960, tuvo su paralelismo con la serie Los Vengadores del competidor de la BBC, ITV. Sin embargo, debido a que el show fue un cambio de último minuto por otro concepto, el grado en que la BBC intentó lograr tales similitudes está poco claro. Una reciente declaración ha abordado directamente la cuestión: 

En Adam Adamant Lives!, tratamos de crear algo original. A pesar de que se intentó llegar a un público similar al de  The Avengers, las decisiones de producción que hicimos no fueron influenciadas por un intento de tratar de imitar.
Verity Lambert, 2004 Productor del programa

Sin embargo, una revisión de retrospectiva El Culto de... Adam Adamant Live! de la BBC Four del 2006, permite añadir otra cuestión cuando Lambert y otros directores fueron entrevistados en cámara:

El genial y agradable Harmer, Clemens, Harper y el productor Verity Lambert evidencian un intento por demás risible de copiar una obra maestra de la Associated British Corporation. Podríamos comparar ambos programas con los elementos que tienen: "Un tipo elegante y de modales victorianos acompañado de una hermosa chica…. Y un tipo elegante y de modales victorianos acompañado de una hermosa chica ". La evidencia implícita, por supuesto, fue que  The Avengers había dejado ese esquema hace tres años.
Paul StumpOff the Telly reseña de The Cult of ... Adam Adamant Lives!, 2006

Este punto de vista ha hecho eco en los seguidores de  The Avengers. De hecho, en una breve biografía basada en The Avengers de la estrella de Adamant Gerald Harper, quien frecuentemente aparecía en el show de ITV, afirma rotundamente que Adamant "fue modelado de forma desvergonzada en ‘’The Avengers’’. 
Harper respalda esta afirmación señalando paralelismos y similitudes entre los capítulos de The Avengers y Adamant.  Por último, afirma que en la segunda serie del programa, se realizó con la intención de que fuera la competencia directa de The Avengers en algunas partes de Gran Bretaña.
Observadores más neutrales generalmente señalan una divergencia en la perspectiva de ambas series. Anthony Clark del BFI menciona que, a pesar de que el show "tiene una deuda con la estética de The Avengers", fue "la respuesta de la BBC para el éxito de las series de espionaje y acción de ITV como El Santo (1962–69) y  Danger Man  (1960–69) ", aunque el carácter de Adamant es más de "aventurero del Imperio más que de espía ". 
Un estudio de la Haven Television admite que si bien el programa ha sido "ampliamente citado como la respuesta de la BBC a  The Avengers", de hecho "es más del estilo, tono y formato del exitoso fenómeno de las series de acción de Lew Grade de la ITC, en lugar de las hazañas elegantes y sofisticadas de Steed y la Señora Peel.
La premisa del show también tiene cierto parecido al regreso, en 1964, del Capitán América de The Avengers de Marvel Comics. Ambos personajes son aventureros de una época anterior descongelados de bloques de hielo en el mundo "actual".

### Doctor Who
La interpretación de Adamant hecha por Harper ha sido citada como la base de la interpretación de Jon Pertwee de El Tercer Doctor. Un escritor opina que ese tipos de interpretación suave, brillante y digerible tuvo su momento en esa época, con series como Adam Adamant Lives!, Doomwatch, Quatermass y las películas de James Bond.  La guía de episodios de la BBC de Doctor Who es más específica, señalando los paralelos entre la escena inaugural del Tercer Doctor en un hospital con la del episodio de Adamant, "Un buen año para los sinvergüenzas".

### Austin Powers
"Adamant" fue una de las fuentes de inspiración para Austin Powers. En particular, se encuentran paralelismos en la forma en que Powers (al igual que Adamant) es revivido de su sueño criogénico y desarrolla una amistad con una atractiva mujer que escuchó de sus habilidades de antes de ser congelado. La fórmula se usaría a la inversa en Powers, dado que su pareja, Vanessa Kensington, no está para nada impresionada con su récord de servicio, mientras que Georgina Jones es una gran admiradora de Adamant.

### Blue Peter
En la segunda miniserie del programa de aventuras semanal Blue Peter La Búsqueda, La Cacería de la piedra azul , en 2002, el villano de la historia, un maestro del disfraz llamado La Faz (Visage, en el Original), claramente se basó en La Cara. Al igual que con su predecesor de la década de 1960, su identidad estaba oculta detrás de una máscara (aunque de porcelana blanca y no de cuero) y hablaba en un siniestro tono susurrante. Por si esto fuera poco, "faz" es otra palabra para "cara".

## Cancelación
Aparentemente, el motivo atrás de su creación fue también la causa de la cancelación de Adam Adamant Lives! Algunos observadores, como el crítico de televisión Paul Stump, durante la celebración de "El Culto de... Adam Adamant Lives!", coincidieron en que el programa salió del aire porque The Avengers era "'una versión más sexy, más pegajosa y mejor fundamentada'" del mismo concepto.
Sin embargo, el mayor sitio web de aficionados del programa señala como responsable directo de la cancelación a Sydney Newman, el director de dramas televisivos de la BBC. Esto habría sido "debido a diferencias de opinión entre él y su estrella".
También se afirma que se trató una combinación de ambas situaciones. Se dice que la producción no estaba feliz con la competencia de The Avengers, a pesar de los buenos índices de audiencia. No coincidían con los valores de producción  deThe Avengers y, a pesar de las buenas calificaciones, "Newman no estaba contento con el espectáculo en general y la estrella en particular.
Adam Adamant fue uno de varios shows que, a pesar de su relativo éxito, se volvió un asunto incómodo para la BBC. Otro ejemplo, años más tarde, fueron el popular Paul Temple (con Francis Matthews y Ros Drinkwater) y, en los 1990s, Virtual Murder de Verity Lambert (con Nicholas Clay y Kim Thomson). Menos exitosos en términos de índice de audiencia, estos programas se consideraron poco menos que ignominiosos.

## Episodios Perdidos
Originalmente se realizaron 29 episodios en blanco y negro divididos en dos temporadas, además de un episodio piloto titulado "Adam Adamant Lives" (sin signo de exclamación). La secuencia de 1902 es todo lo que se conoce de este episodio, y solo porque se la reutilizó, posteriormente, en "Un buen año para los sinvergüenzas". No se conoce la existencia de ninguna otra secuencia de Adam Adamant Lives, y la única documentación existente es la descripción dada en la sinopsis de Advertencia Temprana de Dramas emitida el jueves 10 de marzo de 1966. Esta se incluye en el folleto Adam Adamant Lives!: Notas, que acompaña el "Boxed set DVD Adam Adamant Lives!: La Colección Completa"  lanzado por 2entertain Ltd. en julio de 2006.
La primera temporada (con la excepción del episodio "Boleto al Terror") se filmó con una mezcla de película de 35 mm para la secuencias de ubicación y de multicámara en el estudio, con cámaras electrónicas de 625 líneas PAL. En lugar de haberse editado en cinta de vídeo, como era el procedimiento habitual de la BBC, la serie fue editada íntegramente en película, proyectándose directamente a la señal de televisión.
"Boleto al Terror" de la primera temporada y todos los capítulos de la segunda temporada, se hicieron con la habitual mezcla de la BBC de cinta y película. La segunda temporada se editó en una línea de cinta 405. La limpieza realizada por la BBC en la década de los 70 tuvo como resultado que ningún máster haya sobrevivido. De las grabaciones de película, solo un episodio grabado en película de 35 mm sobrevivió. Se sabe que los demás han sido destruidos.
El resultado de todo esto es que solo 16 episodios quedaban en los archivos, incluidos los episodios primero y último (en orden de emisión) cuando la BBC se dio cuenta del valor de dicho material. Estos se mantuvieron, principalmente, en la forma de las grabaciones originales de difusión (película de 35 mm), con un puñado de episodios en grabaciones de película de 16 mm o de reducción. 
Se creía que el último episodio de la primera temporada, "D de destrucción" estaba entre esos episodios considerados “perdidos para siempre". Sin embargo, se lo recuperó en 2003, cuando fue encontrado entre los archivos de la BBC en una lata de película que había sido mal etiquetada. Desde entonces, se han proyectado cada año en el evento anual Se creía perdido.
Una campaña pública de la BBC Cacería del Tesoro de los Archivos (Archive Treasure Hunt), continúa en la búsqueda de los episodios perdidos.

## En otros medios

### VHS
Adam Adamant Lives!
Etiqueta: BBC Video
Fecha de Realización: Junio de 1991
Catálogo Nº: BBCV 4613
Disponibilidad: Borrado
Contiene los dos primeros episodios de la primera temporada, "Un buen año para los sinvergüenzas" y "La muerte tiene mil caras". Este último sería remplazado por "La villa del mal". Aunque hubo rumores de que se realizarían dos lanzamientos más hacia el final de 1991, estos no salieron a  causa del bajo número de ventas.

### DVD
Adam Adamant Lives!: La Colección Completa
Etiqueta: 2entertain Ltd.
Fecha de realización: 26 de julio de 2006
Catálogo Nº: BBCDVD 1479
Disponibilidad: A la venta
Cinco discos DVD Región 2 que contienen los 17 episodios sobrevivientes, digitalmente remasterizados. Incluye el Folleto de 64 páginas para coleccionistas Adam Adamant Lives!: Las notas, escrito por Andrew Pixley.
Características especiales:
- Este hombre es el elegido: Documental de 52 minutos con la participación de Gerald Harper, Juliet Harmer, Verity Lambert y Brian Clemens. Presentado por Mark Gatiss.
- Comentarios: Disponible en "Un buen año para los sinvergüenzas" y "Un siniestro tipo de servicio". Con Gerald Harper, Juliet Harmer y Verity Lambert.
- Las ruedas de Adam Adamant: Un minidocumental de 7-minute sobre el Mini Cooper S de Adam Adamant.
- Sonidos Perdidos: Audio extraído del capítulo perdido de la segunda temporada "Un ligero caso de reencarnación ".
- Tomas falsas: Filmación y tomas de estudio de "Un buen año para los sinvergüenzas" y "Canta una canción de asesinato ".
- Foto Galería: Foto Galería de 13 minutos, que incluye fotos en blanco y negro y a color de la serie, además de diseños del piloto (nunca exhibido), acompañado de música de la serie (incluye la versión completa del "The Adam Adamant Theme" interpretado por Kathy Kirby).
- PDF: (DVD-Rom. PC/Mac)

- Artículos del Radio Times
- Guiones completos de los 12 episodios perdidos
- El anuario de Adam Adamant 
- TV Comic, TV Comic Holiday Special y TV Comic Annual, tiras cómicas
Nota: Tanto en el VHS y como en el DVD, "Un buen año para los sinvergüenzas" y "La muerte tiene mil caras" se tuvo que editar y hacer cambios en la música, debido a que, originalmente, estos episodios estaban musicalizados con piezas de los Rolling Stones que no estaban liberadas para su distribución comercial. El original, "Route 66" fue reemplazado por "Piano Rocket" de the Parry Music Library CD Time Periods 1, mientras que "Bye Bye Blues" de the KOK Library CD Pop Era quedó en lugar de "Now I've Got a Witness" .

## Lista de episodios
El episodio piloto, "Adam Adamant Lives" (sin el signo de exclamación al final), ya no existe en los archivos de la BBC y se cree perdido para siempre.
Toda la primera temporada está en manos de la BBC, con la excepción de "Boleto al Terror". Sin embargo, la segunda temporada no corrió con la misma suerte: solo "Eco negro" y "Un siniestro tipo de servicio" se conservan en existencia. 

### Piloto
- 0. Adam Adamant Lives - No transmitido

(La secuencia de 1902 se usó en Un buen año para los sinvergüenzas)

### Serie 1
- 1. Un buen año para los sinvergüenzas- 23 de junio de 1966

Cuando el abuelo de Georgina es asesinado, Adam se sumerge en una batalla contra los responsables: las mafias de venta de protección.
- 2. La muerte tiene mil caras - 30 de junio de 1966

Un hombre es apuñalado a muerte. Adam teme que extrañas fuerzas estén tratando de tomar el control de Blackpool.
- 3. Más mortal que una espada - 7 de julio de 1966

Adam ayuda a un gobernador cuando es amenazado por terroristas.
- 4. El dulce aroma del desastre - 14 de julio de 1966

Adam se encuentra luchando contra sus propios amigos cuando un cristal comienza a causar caos.
- 5. Alá no está siempre contigo - 21 de julio de 1966

Adam se sumerge en el mundo de las discotecas, drogas y asesinato mientras investiga la muerte de una jovencita.
- 6. Los embalsamadores terriblemente felices - 4 de agosto de 1966

El asesinato de un financiero lleva a Adam en el mundo de los embalsamadores, pero su propio destino trata de atraparlo.
- 7. Estableciendo una moda mortal - 11 de agosto de 1966

Adam queda en atrapado en un plan para perpetrar un asesinato en el mundo de la moda.
- 8. El último sacrificio - 18 de agosto de 1966

Un fin de semana en el campo se convierte en una carrera para detener a un mago que tiene a la humanidad secuestrada.
- 9. Canta una canción de asesinato - 25 de agosto de 1966

El pasado de Adam lo golpea cuando sus amigos son acusados de asesinato. ¿Podrá probar su inocencia antes de que su mundo se derrumbe alrededor de él?
- 10. El plan del día del juicio - 1 de septiembre de 1966

Adam es llevado ante el Dr. Mort, un genio maligno con planes de dominación mundial.
- 11. Muerte solo con reservación - 8 de septiembre de 1966

Una serie de asesinatos podría desencadenar el fin del mundo.
- 12. La belleza es una palabra fea - 15 de septiembre de 1966

Adam entra al mundo del glamour y tratar de detener a otro intento de acabar con el mundo.
- 13. La liga de damas egoístas - 22 de septiembre de 1966

Un asesinato lleva a Adam ante tres ancianas siniestras. ¿Podrá descubrir su secreto antes de que el infierno se desencadene?
- 14. Boleto al terror - 29 de septiembre de 1966

Adam investiga la desaparición de 400 viajeros.
- 15. La villa del mal - 6 de octubre de 1966

Adam va a una excursión de pesca con fines pacíficos, pero un joven es asesinado y la investigación lo lleva a una tierra maldita.
- 16. D de destrucción - 13 de octubre de 1966

El mundo está a punto de acabarse. Adam descubre que la única esperanza para la humanidad se encuentra en el siglo 51.

### Serie 2
- 1. Un ligero Caso de Reencarnación* - 31 de diciembre de 1966

Adam está decidido a liberar a un líder africano del hechizo de La Cara.
- 2. Eco Negro - 7 de enero de 1967

La cacería de La Cara lleva a Adam a internarse en una villa con terribles secretos.
- 3. Conspiración de Muerte - 14 de enero de 1967

Adam investiga el asesinato de un viejo amigo de una guerra pasada.
- 4. El asunto Basardi - 21 de enero de 1967

Adam se pone en la mira de un gobernante de un rico país petrolero.
- 5. Los Sobrevivientes - 28 de enero de 1967

Adam investiga una extraña serie de asesinatos.
- 6. La Cara en el Espejo - 4 de febrero de 1967

La Cara regresa, decidido a librar al mundo de Adam Adamant de una vez por todas.
- 7. Otro pequeño trago - 11 de febrero de 1967

Adam tiene que trabajar rápido para detener la propagación de un veneno mortal.
- 8. La Muerte comienza a los setenta - 18 de febrero de 1967

Adam investiga extraños acontecimientos en una residencia de ancianos.
- 9. El Túnel de la Muerte - 25 de febrero de 1967

El nuevo plan de La Cara amenaza con desgarrar al mundo en pedazos.
- 10. La bala Mortal - 4 de marzo de 1967

Adam investiga cuando un mago es asesinado.
- 11. Los Resucitadores - 11 de marzo de 1967

Adam queda indefenso cuando los agentes de La Cara inician una invasión.
- 12. Desearía que estuvieses aquí - 18 de marzo de 1967

¿La muerte de la madre de Simms podría ser una trampa mortal para Adam?
- 13. Un siniestro tipo de Servicio - 25 de marzo de 1967

Con el mundo que enfrentando la destrucción a manos de La Cara, la única esperanza para toda la raza humana se encuentra en Adam Adamant.
* Aproximadamente cuatro minutos de este episodio existen en un audio casete de una colección privada, y están incluidos como parte de las Características Especiales de la edición en DVD.